# Parc national Queulat
Le parc national Queulat est un parc national situé dans la région Aisén del General Carlos Ibáñez del Campo au Chili. Créé en 1983 par le décret suprême no 640, il est administré par la Corporación Nacional Forestal (CONAF).

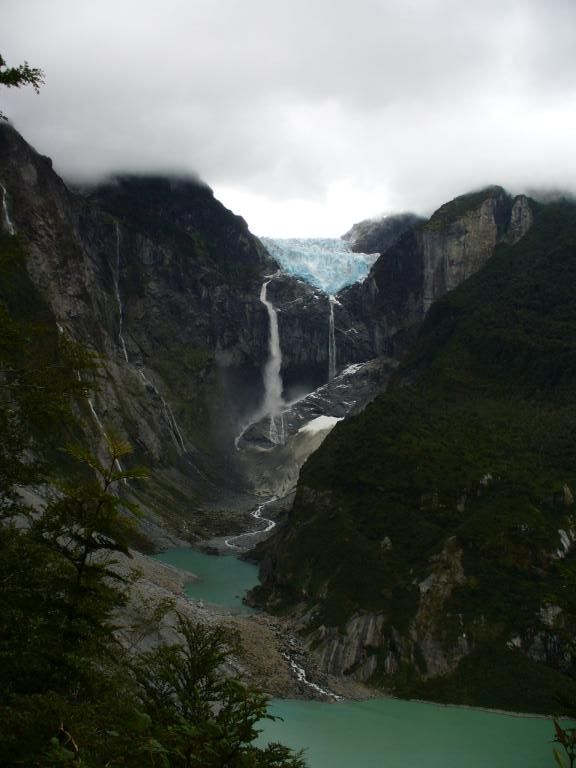
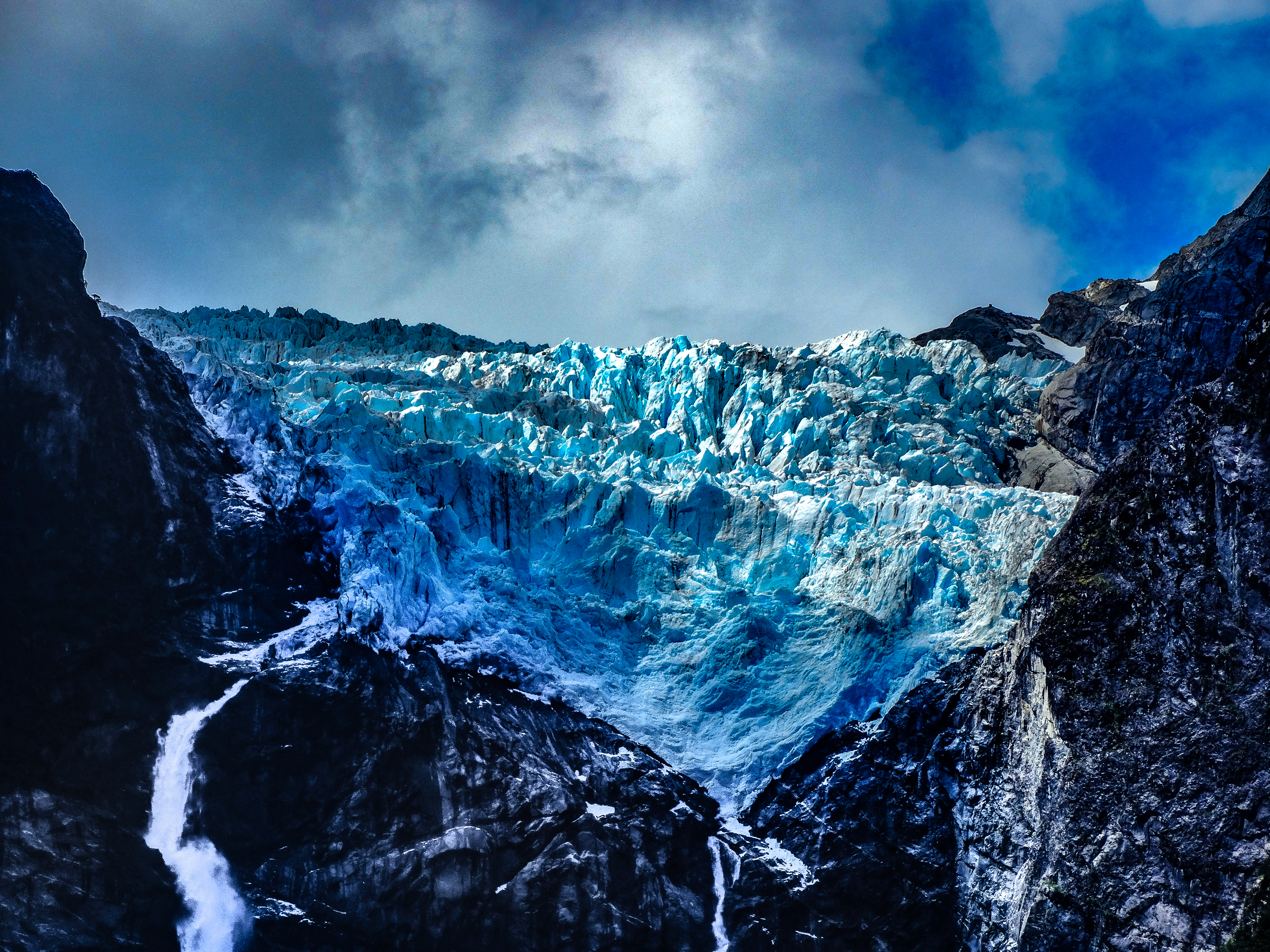